# Trizogeniates grandis
Trizogeniates grandis är en skalbaggsart som beskrevs av Ohaus 1917. Trizogeniates grandis ingår i släktet Trizogeniates och familjen Rutelidae. Inga underarter finns listade i Catalogue of Life.